# Ri (Bildhauer)
Ri, Sohn des Nebiaut und Neffe des Nebwahib, war ein altägyptischer Bildhauer („Oberster Bildhauer des Amun“), der während der 18. Dynastie zwischen 1550/1490 und 1292 v. Chr. tätig war. Ri wirkte wahrscheinlich im oberägyptischen thebanischen Raum. 
Ri ist nur von einer Stele bekannt, die sein Bruder Aacheperkareseneb für seinen Vater Nebiaut errichtete. Unklar ist dabei, ob es sich um eines der eigenen Werke des Bruders handelte, oder ob er nur der Auftraggeber war. Als „Oberster Bildhauer des Amun“ muss er im Raum der Stadt Theben tätig gewesen sein, da sich dort das Hauptkultzentrum des Gottes befand. Ri ist nur von dieser Stele bekannt, neben seinem Vater, seinem Bruder und seinen Onkel sind in weiteren Registern mehrere weitere Familienmitglieder dargestellt. Die Datierung in die 18. Dynastie erfolgt unter anderem, weil der Name des Bruders Aacheperkaresenebs den Thronnamen (Aa-cheper-ka-Re) von Thutmosis I. beinhaltet.